# Cantone di Sciez
Il cantone di Sciez è una divisione amministrativa dell'arrondissement di Thonon-les-Bains.
È stato costituito a seguito della riforma approvata con decreto del 13 febbraio 2014, che ha avuto attuazione dopo le elezioni dipartimentali del 2015.

## Composizione
Comprende i 25 comuni di:
- Anthy-sur-Léman
- Ballaison
- Boëge
- Bogève
- Bons-en-Chablais
- Brenthonne
- Burdignin
- Chens-sur-Léman
- Douvaine
- Excenevex
- Fessy
- Habère-Lullin
- Habère-Poche
- Loisin
- Lully
- Margencel
- Massongy
- Messery
- Nernier
- Saint-André-de-Boëge
- Saxel
- Sciez
- Veigy-Foncenex
- Villard
- Yvoire